# Pu'er
Pu'er (cinese: 普洱; pinyin: Pǔ'ěr) è una città-prefettura della Cina nella provincia dello Yunnan.

## Suddivisioni amministrative
- Distretto di Simao
- Contea autonoma hani e yi di Ning'er
- Contea autonoma hani di Mojiang
- Contea autonoma yi di Jingdong
- Contea autonoma dai e yi di Jinggu
- Contea autonoma yi, hani e lahu di Zhenyuan
- Contea autonoma hani e yi di Jiangcheng
- Contea autonoma dai, lahu e va di Menglian
- Contea autonoma lahu di Lancang
- Contea autonoma va di Ximeng